# Figueirópolis
Figueirópolis is een gemeente in de Braziliaanse deelstaat Tocantins. De gemeente telt 4.883 inwoners (schatting 2009).